# Katastrofa lotu ADC Airlines 86
Katastrofa lotu ADC Airlines 86 – katastrofa lotnicza, która miała miejsce 7 listopada 1996 roku. Boeing 727 linii ADC Airlines, lecący z Port Harcourt do Lagos, rozbił się w okolicach miejscowości Ejirin. W katastrofie zginęły 144 osoby (134 pasażerów i 10 członków załogi) – wszyscy znajdujący się na pokładzie maszyny.
Boeing 727-231 odbywał lot z Port Harcourt do Lagos. Samolot utrzymywał poziom lotu 240 (ok. 7300 m). W tym samym czasie z Lagos wystartował Boeing 727 linii Triax Airlines (lot 185), lecąc do Enugu, na poziomie lotu 160 (ok. 4800 m). Kontrolerzy wyrazili zgodę lotowi 86 na zniżenie się na 3000 m i przekazali połączenie obsłudze Radaru Lagos, która nakazała zniżenie do poziomu lotu 50 (ok. 1500 m) i zmianę kursu. Podczas manewru lot ADC 86 znalazł się na kursie kolizyjnym z samolotem Triax Airlines. Piloci kontynuowali manewr, podczas którego jego przechył doszedł do 83°, doszło do przeciągnięcia przy dużej prędkości, na skutek czego maszyna wpadła w obrót z dziobem skierowanym w dół i przyspieszeniem 8,44 g. Później samolot zaczął wyrównywać lot – przyspieszenie pionowe spadło do 2,1 g, a przechył zmniejszył się do 61,6°, jednak zabrakło mu wysokości i wpadł do laguny Lagos, 7,5 km na zachód od miejscowości Ejirin. Bezpośrednią przyczyną katastrofy był błąd obsługi radaru, która skierowała lot ADC 86 na tor lotu Triax 185. Błąd popełnił też pilot, który źle ocenił sytuację i kontynuował nakazany skręt, co zmusiło go następnie do wykonania gwałtownego manewru dla uniknięcia kolizji.